# Tester gier
Tester gier – jest to specjalizacja roli testera oprogramowania zajmująca się testowaniem gier komputerowych, konsolowych lub mobilnych. Do podstawowych zadań testera gier należy weryfikująca jej poprawność pod względem jakości, wydajności oraz stabilności. Testerzy gier są często angażowaniu na cały okres produkcji gry oraz w późniejszej fazie utrzymania. Podpisują także umowę o poufności (NDA) z racji dostępu do gry na długi czas przed premierą. Testerzy w firmie wytwarzającej gry pracują zwykle w zespole oraz lidera testów, który zajmuje się rozdzielaniem zadań między członków zespołu. Wbrew powszechnemu  przekonaniu tylko niewielka część pracy testerów polega na graniu w gry. Zespół testerów rozpoczyna prace praktycznie od samego początku procesu tworzenia gry, gdy nie ma jeszcze możliwości zagania w nią. Często weryfikuje się logikę gry, motorykę postaci, możliwości zmiany ustawień czy szukanie wyjątków. W momencie gdy projektant poziomów stworzy pierwsze misje, testerzy testują je pod względem trudności, długości i innych parametrów mających znaczenie dla rozgrywki. W późniejszych etapach testowane są pierwsze wersje gry.
Testerzy gier tworzą raporty, w których zawierają informacje na temat odnalezionych błędów zawierające takie informacje jak parametry maszyny, na której wystąpił błąd, zalogowane zdarzenia, opis tego, co się zdarzyło (np. „nastąpiło AV”), opis, kiedy to się zdarzyło (np. „gdy doszło do kolizji gracz – przeciwnik”). Takie raporty przekazywane są do programisty.